# Amt Miltzow
Das Amt Miltzow liegt im Landkreis Vorpommern-Rügen in Mecklenburg-Vorpommern (Deutschland). Im Amt Miltzow hatten sich ursprünglich die Gemeinden Behnkendorf, Brandshagen, Horst, Kirchdorf, Miltzow, Reinberg und Wilmshagen zur Erledigung ihrer Verwaltungsgeschäfte zusammengeschlossen. Seit dem 1. Januar 2004 gehören die Gemeinden Elmenhorst und Wittenhagen zum Amt. Mit Ausnahme von Elmenhorst und Wittenhagen schlossen sich am 7. Juni 2009 alle Gemeinden des Amtes zur neuen Gemeinde Sundhagen zusammen. Damit besteht das Amt noch aus 3 Gemeinden, die Amtsverwaltung befindet sich im Sundhagener Ortsteil Miltzow.

## Beschreibung
Das Amtsgebiet erstreckt sich südwestlich und südlich der Hansestadt Stralsund. Der Norden grenzt an das Amt Niepars und die Stadt Stralsund, der Westen grenzt an das Amt Franzburg-Richtenberg und der Süden grenzt an die Gemeinde Süderholz, an die Stadt Grimmen und den Landkreis Vorpommern-Greifswald. Im Osten grenzt ein Teil des Amtes an den Strelasund und den Greifswalder Bodden. Im Gemeindegebiet befinden sich keine größeren Seen und Flüsse. Auch nennenswerte Erhebungen gibt es im Amt nicht.
Wirtschaftlich spielen nur die Gewerbegebiete um Stralsund und die Landwirtschaft eine geringe Rolle. Auch der Tourismus hat keine sehr große Bedeutung. Durch die neue Bundesstraße 96 erhofft sich die Region weiteren Aufschwung. Weiterhin führen durch das Amt Miltzow die B 194 und die B 105. Südlich des Amtes verläuft die Bundesautobahn 20.

## Die Gemeinden mit ihren Ortsteilen
- Elmenhorst mit Bookhagen und Groß Elmenhorst
- Sundhagen mit Ahrendsee, Groß-Behnkenhagen, Hildebrandshagen, Klein-Behnkenhagen, Behnkendorf, Groß-Miltzow, Middelhagen, Neuhof, Niederhof, Schönhof, Wüstenfelde, Brandshagen, Horst, Jager, Gerdeswalde, Segebadenhau, Wendorf, Tremt, Jeeser, Kirchdorf, Reinkenhagen, Mannhagen, Engelswacht, Hankenhagen, Klein Miltzow, Miltzow, Oberhinrichshagen, Falkenhagen, Dömitzow, Stahlbrode, Reinberg, Bremerhagen und Wilmshagen
- Wittenhagen mit Abtshagen, Glashagen, Kakernehl und Windebrak

## Belege
1. ↑  Statistisches Amt M-V – Bevölkerungsstand der Kreise, Ämter und Gemeinden 2023 (XLS-Datei) (Amtliche Einwohnerzahlen in Fortschreibung des Zensus 2011) (Hilfe dazu).